# Siniperca
Siniperca è un genere di pesci ossei d'acqua dolce e, limitatamente, salmastra appartenente alla famiglia Percichthyidae.

## Distribuzione e habitat
Il genere è endemico dei fiumi dell'Asia orientale dove i vari membri si possono incontrare in ambienti molto vari che vanno dalle acque salmastre prossime al mare fino ai torrenti montani.

## Pesca
Sono oggetto di pesca commerciale e sportiva. Siniperca chuatsi è un'importante specie commerciale in Cina dove è oggetto sia di pesca che di piscicoltura.

## Specie
- Siniperca chuatsi
- Siniperca fortis
- Siniperca knerii
- Siniperca liuzhouensis
- Siniperca obscura
- Siniperca roulei
- Siniperca scherzeri
- Siniperca undulata
- Siniperca vietnamensis[1]